# Tour della nazionale maschile di rugby a 15 degli Stati Uniti d'America 1983
Nel 1983 la nazionale statunitense di rugby a 15 si reca due volte all'estero. Prima si reca in Canada per un match annuale tradizionale, poi in tour in Australia, dove subisce una pesante sconfitta dai Wallabies.

## In Canada
| Burnaby 11 giugno 1983                                                                | Canada    | 15 – 9                    | Stati Uniti | 0 |
| \| \| \| \| \| mete: trasf.: c.p.: Drop: \| Marcatori \| mete: trasf.: c.p.: Drop: \| |           |                           |             |   |
|                                                                                       |           |                           |             |   |
| mete: trasf.: c.p.: Drop:                                                             | Marcatori | mete: trasf.: c.p.: Drop: |             |   |

## In Australia
| Sydney 9 luglio 1983                                                                  | Australia | 49 – 3                    | Stati Uniti | Sydney Cricket Ground |
| \| \| \| \| \| mete: trasf.: c.p.: Drop: \| Marcatori \| mete: trasf.: c.p.: Drop: \| |           |                           |             |                       |
|                                                                                       |           |                           |             |                       |
| mete: trasf.: c.p.: Drop:                                                             | Marcatori | mete: trasf.: c.p.: Drop: |             |                       |